# Mata Zetas
Mata Zetas (deutsch „die Zetamörder“) ist eine mexikanische paramilitärische Gruppe, welche in Veracruz aktiv ist. Sie ist während des Drogenkriegs in Mexiko entstanden und kämpft gegen das Kartell Los Zetas. Die Gruppe trat erstmals am 24. September 2011 in einem Video öffentlich auf. In diesem Video bekannten sie sich zu den Morden der am 20. September 2011 und 22. September 2011 gefundenen Leichen.

## Kriminalitäts-Geschichte

### 20. September 2011
Am 20. September 2011 wurden 35 Leichen aus zwei Kleinlastern direkt neben einem Konferenzhotel abgekippt, welches zu der Zeit von Generalstaatsanwälten der mexikanischen Bundesstaaten genutzt wurde.
Bei den Leichen lagen Plakate mit dem Hinweis, dass diese Personen Mitglieder der Los Zetas seien. Später erklärte die Staatsanwaltschaft, dass fast alle Personen eine entsprechende kriminelle Vorgeschichte gehabt hatten.

### 22. September 2011
Am 22. September 2011 fand die Polizei weitere 14 Leichen. Es lagen Plakate mit Botschaften bei den Leichen, die denen vom 20. September 2011 ähnelten.

### Unbestätigte Taten
Am 6. Oktober 2011 wurden in drei Privathäusern insgesamt 32 Leichen von der Polizei gefunden. Lokale Medien gehen davon aus, dass diese auch von Mata Zetas ermordet wurden.